# Звонарёва, Вера Игоревна
Ве́ра И́горевна Звонарёва (род. 7 сентября 1984[…], Москва) — российская теннисистка, заслуженный мастер спорта. Победительница пяти турниров Большого шлема (три — в паре, два — в миксте); четырёхкратная финалистка турниров Большого шлема (два — в одиночном разряде, два — в паре); победительница одного Итогового турнира WTA в парном разряде (2023); победительница 28 турниров WTA (из них 12 — в одиночном разряде); бронзовый призёр Олимпийских игр (2008) в одиночном разряде; бывшая вторая ракетка мира в одиночном рейтинге; двукратная обладательница Кубка Федерации (2004, 2008) в составе сборной России; бывшая третья ракетка мира в юниорском одиночном рейтинге; двукратная победительница одиночного турнира Orange Bowl (2000, 2001).

## Биография
Окончила московскую школу № 942 (ныне школа № 1861 «Загорье») в 2001 году.
Мать Наталья Быкова — бронзовый призёр Олимпийских игр 1980 года в Москве по хоккею на траве в составе сборной СССР, отец Игорь Звонарёв выступал в чемпионате СССР по хоккею с мячом; ушёл из семьи, когда Вере Звонарёвой было 1,5 года. Начала заниматься теннисом в 6 лет.
Муж[чей?] — Александр Кучер, ранее работал в правительстве Московской области. Дочь Эвелина (2016 г. р.).

### Ранние годы
К своему первому тренеру Екатерине Крючковой Звонарёва пришла подготовленным ребёнком — у неё была хорошая координация. Крючкова занималась со Звонарёвой на протяжении 11 лет. Тренер отмечала, что уже в самом начале их сотрудничества разглядела в спортсменке сильные качества, необходимые для настоящего спортсмена и соответствующий характер. У Звонарёвой не было выдающихся физических данных для тенниса, и Крючкова нашла индивидуальный подход, выбирая непродолжительные, но содержательные тренировки. Занятия проходили по полтора часа. Тренер понимала, что спортсменку нельзя перегружать, тогда она будет показывать хорошие результаты.
На юниорском уровне Звонарёва дважды выигрывала престижный турнир для молодых талантов Orange Bowl в 2000 и 2001 году в своей возрастной категории. Она поднималась до третьего места в юниорском рейтинге.

### Начало взрослой карьеры
Впервые Звонарёва сыграла на турнирах из цикла ITF в октябре 1999 года на 25-тысячнике в Тбилиси. В сентябре 2000 года она выиграла первый титул ITF на 10-тысячнике ITF в Москве. В октябре того же года Звонарёва дебютировала в WTA-туре в возрасте 16 лет. Она выступила на домашнем турнире Кубке Кремля, где в первом раунде смогла обыграть Елену Бовину, а во втором сыграла против Анны Курниковой, но проиграла ей.
В апреле 2002 года Звонарёва выиграла 50-тысячник ITF в Нейплсе. В мае впервые в карьере вышла в четвертьфинал турнира WTA, сделав это на соревнованиях в Боле, а затем улучшила это достижение, пройдя в полуфинал на турнире в Варшаве. В основной сетке турнира серии Большого шлема Звонарёва сыграла в возрасте 17 лет, пройдя через три раунда квалификации на Открытый чемпионат Франции. На турнире она с ходу смогла пройти до четвёртого раунда, обыграв Маю Матевжич, Марту Марреро и Франческу Скьявоне. В борьбе за выход в четвертьфинал Звонарёва впервые сыграла против известной американки Серены Уильямс. Сумев выиграть первый сет, уступила два следующих, взяв в них всего один гейм. Выступление на Ролан Гаррос позволило Звонарёвой войти в топ-100 мирового женского рейтинга. На первом в карьере Уимблдонском турнире она вышла во второй раунд. В июле сыграла в дебютном финале WTA. В решающей игре турнира в Палермо она проиграла Мариане Диас-Оливе со счётом 7-6(6), 1-6, 3-6. Также в том месяце Звонарёва вышла в полуфинал турнира в Сопоте. На Открытом чемпионате США она смогла выйти в третий раунд, где её дальше не пустила № 7 в мире на тот момент Ким Клейстерс. По итогам сезона 2002 года уже вошла в топ-50, заняв 45-е место.
Сезон 2003 года Звонарёва начала с выхода в четвертьфинал турниров в Окленде и Хобарте. В марте на турнире 1-й категории в Индиан-Уэллсе она также вышла в четвертьфинал. В апреле до этой же стадии она добралась на турнире в Чарлстоне. В мае выиграла первый в карьере титул WTA. Произошло это на грунтовом турнире в Боле, где в финале она выиграла у испанской теннисистки Кончиту Мартинес Гранадос — 6-1, 6-3. Через неделю после этой победы Звонарёва на турнире 1-й категории в Берлине впервые выиграла у теннисистки из топ-10. Она нанесла поражение № 10 в мире на тот момент Анастасии Мыскиной, а в целом прошла в четвертьфинал. За неделю до Открытого чемпионата Франции на турнире в Страсбурге россиянка вышла в четвертьфинал. На самом же Ролан Гаррос оформила первый выход в четвертьфинал Большого шлема, переиграв в четвёртом раунде третью ракетку турнира американку Винус Уильямс со счётом 2-6, 6-2, 6-4. В 1/4 финала Звонарёва уступила своей соотечественнице Надежде Петровой — 1-6 6-4 3-6. После выступления во Франции она смогла впервые войти в топ-20 мирового рейтинга.
В июне 2003 года Звонарёва сыграла в полуфинале турнира в Вене. На Уимблдонском турнире она вышла в четвёртый раунд, где у неё взяла реванш за поражение на Ролан Гаррос американка Винус Уильямс. В июле она дебютировала в составе сборной России в розыгрыше Кубка Федерации. В августе Звонарёва сыграла в четвертьфинале в Торонто. На Открытом чемпионате США она завершила выступления в третьем раунде. В октябре на Кубке кремля Звонарёва вышла в четвертьфинал в одиночном разряде и смогла выйти в парный финал турнира в дуэте с Анастасией Мыскиной. В конце месяца она смогла выйти в четвертьфинал в Цюрихе и полуфинал в Линце.

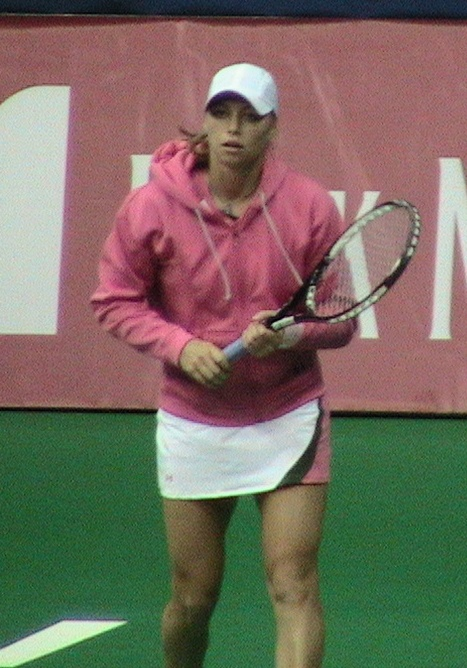
Звонарёва на кубке Кремля 2006 года

### 2004—2006 (победы в женской паре и миксте на Больших шлемах)
На Открытом чемпионате Австралии 2004 года Звонарёва впервые вышла в стадию четвёртого раунда. В феврале она завоевала свой второй титул WTA в карьере, победив на турнире в Мемфисе. В решающей встрече она оказалось сильнее американки Лизы Реймонд — 4-6, 6-4, 7:5. На соревнованиях в Мемфисе также прошла в финал в парном разряде в альянсе с Марией Шараповой, но россиянки проиграли в борьбе за титул. В апреле Звонарёва сыграла в четвертьфинале турнира в Амелия-Айленде и Чарлстоне, а также в полуфинале в Варшаве. В мае на турнире 1-й категории в Риме Звонарёвой удалось выйти в полуфинал. На главном грунтовом турнире Открытом чемпионате Франции её результатом стал выход в третий раунд, где она уступила Марии Шараповой. Перейдя в июне на траву, россиянка вышла в полуфинал турнира в Истборне, а на Уимблдонском турнире она дошла до четвёртого раунда.
Неплохо смотрелась Звонарёва при подготовке к Открытому чемпионату США 2004 года. В июле она сыграла в четвертьфинале турнира в Лос-Анджелесе и полуфинале в Сан-Диего, обыграв на втором соревновании № 9 в мире Светлану Кузнецову. В августе на престижном турнире в Монреале Звонарёва победила ещё одну теннисистку из топ-10 (Марию Шарапову) и смогла продвинуться в полуфинал. После турнира она сама впервые попала в первую десятку одиночного рейтинга. На соревновании в Цинциннати она смогла выйти в финал, но в решающем матче проиграла № 4 в мире Линдсей Дэвенпорт — 3-6, 2-6. На Открытом чемпионате США Звонарёва добралась до стадии четвёртого раунда, где уступила финалистке того турнира Елене Дементьевой. Главного успеха в США она достигла в миксте. Выступив в одной команде с известным парником Бобом Брайаном, Звонарёва завоевала свой дебютный титул Большого шлема.
| Стадия  | Соперники                       | Посев | Счёт       |
| 1 раунд | Николь Пратт Павел Визнер       |       | 6-3 6-4    |
| 2 раунд | Чанда Рубин Скотт Хамфрис       | WC    | 7-6(7) 6-4 |
| 1/4     | Эммануэль Гальярди Гастон Этлис |       | 6-4 6-3    |
| 1/2     | Ренне Стаббс Даниэль Нестор     | 1     | 7-5 6-3    |
| Финал   | Алисия Молик Тодд Вудбридж      |       | 6-3 6-4    |

В сентябре 2004 года Звонарёва сыграла в четвертьфинале турнира в Пекине. В октябре на кубке Кремля в Москве она вышла в четвертьфинал, а в парном разряде смогла завоевать титул в партнёрстве с Анастасией Мыскиной. В концовке сезона вышла в 1/4 финала турнира в Линце, а также смогла попасть в финал турнира в Филадельфии В борьбе за главный приз она проиграла второй ракетке мира Амели Моресмо — 6-3, 2-6, 2-6. Звонарёва заканчивает сезон на 11-м месте, но из-за некоторых отказов соперниц, которые были выше по рейтингу попала в первую восьмёрку участниц Итогового чемпионата WTA. В своей группе проиграла все три матча. В концовке сезона она смогла помочь сборной России выиграть кубок Федерации. В финале против француженок она сыграла в решающий парной встречи при счёте 2-2. В дуэте с Анастасией Мыскиной она смогла вырвать победу у Марион Бартоли и Эмили Луа и завоевать престижный командный трофей.
На Открытом чемпионате Австралии 2005 года Звонарёва совместно с Мыскиной смогла дойти до полуфинала в женских парных соревнованиях. первого индивидуального четвертьфинала в сезоне она добилась в феврале на турнире в Паттайе. Через две недели после этого она смогла защитить прошлогодний титул на турнире в Мемфисе. На этот раз в решающем матче переиграла американку Меган Шонесси — 7-6(3), 6-2. В апреле на грунтовом турнире в Амелия-Айленде россиянка вышла в четвертьфинал. В мае на турнире в Берлине в команде с Еленой Лиховцевой Звонарёва выиграл парный приз. Неплохо она сыграла на престижном турнире в Риме, выйдя в полуфинал. На Ролан Гаррос Звонарёва не смогла преодолеть стадию третьего раунда в лице Мари Пьерс. В июне дуэт Звонарёвой и Лиховцевой вышел в парный финал турнира в Истборне, а на Уимблдоне россиянки вышли в четвертьфинал парных соревнований. В августе они сыграли ещё в одном парном финале на турнире в Станфорде. Из-за травмы пропустила Открытый чемпионат США и вернулась на корт в октябре. На первом турнире после возвращения, который проходил в Токио она вышла в четвертьфинал.
На старте сезона 2006 года Звонарёва сыграла в финале турнира в Сиднее, где проиграла Марион Бартоли со счётом 2-6, 2-6. Но без трофея с того турнира она не уехала. В альянсе с Лиховцевой она смогла победить всех в парных соревнованиях. На Австралийском чемпионате дуэт Звонарёвой и Лиховцевой добрался до 1/4 финала. Грунтовая часть сезона россиянке не очень удалась и лучшим её достижением стал выход в полуфинал в миксте (с Энди Рамом) и четвертьфинал в женской паре (с Натали Деши на Ролан Гаррос. В июне, перейдя на траву, Звонарёва с ходу смогла выиграть турнир в Бирмингеме. На Уимблдонском турнире выиграла второй титул Большого шлема в карьере на соревнованиях в миксте. Свой успех она разделила с израильтянином Энди Рамом.
| Стадия  | Соперники                             | Посев | Счёт        |
| 2 раунд | Элени Данилиду Крис Хаггард           |       | 6-4 2-6 6-4 |
| 3 раунд | Мартина Навратилова Марк Ноулз        | 8     | 7-5 6 1     |
| 1/4     | Анна-Лена Грёнефельд Франтишек Чермак | 16    | 6-3 6-4     |
| 1/2     | Кара Блэк Уэйн Блэк                   | 3     | 6-3 7-6(5)  |
| Финал   | Винус Уильямс Боб Брайан              |       | 6-3 6-2     |

В июле 2006 года Звонарёва выиграла пятый в карьере и второй в сезоне одиночный титул WTA на турнире в Цинциннати. В полуфинале смогла обыграть Серену Уильямс (6-2, 6-3), а финале победила теннисистку из Словении Катарину Среботник (6-2, 6-4). Через неделю после этой победы она вышла в четвертьфинал турнира в Станфорде. На Открытом чемпионате США Звонарёва вышла в третий раунд, где уступила соотечественнице Елене Дементьевой. Успеха она смогла добиться в парном разряде в США. Она выиграла титул большого шлема в партнёрстве с француженкой Натали Деши.
| Стадия  | Соперницы (посев)                        | Рейтинг  | Счёт        |
| 1 раунд | Кайя Канепи Габриэла Навратилова         | 861 / 85 | 7-5 1-6 6-3 |
| 2 раунд | Даниэла Гантухова Ай Сугияма (4)         | 9 / 10   | 3-6 6-4 6-2 |
| 3 раунд | Марет Ани Мейлен Ту                      | 89 / 45  | 6-4 6-1     |
| 1/4     | Вирхиния Руано Паскуаль Паола Суарес (7) | 7 / 24   | 7-5 6-3     |
| 1/2     | Квета Пешке Франческа Скьявоне (6)       | 13 / 16  | 6-4 6-1     |
| Финал   | Динара Сафина Катарина Среботник (8)     | 23 / 11  | 7-6(5) 7-5  |

Осенью 2006 года Звонарёва трижды сыграла в четвертьфинал на турнирах в Сеуле, Москве и Линц, а один раз она вышла в полуфинал на турнире в Хасселте. На турнире в Москве к тому же она смогла обыграть четвёртую ракетку мира Светлану Кузнецову — 6-1, 6-3.

### 2007—2009 (бронза на Олимпиаде)

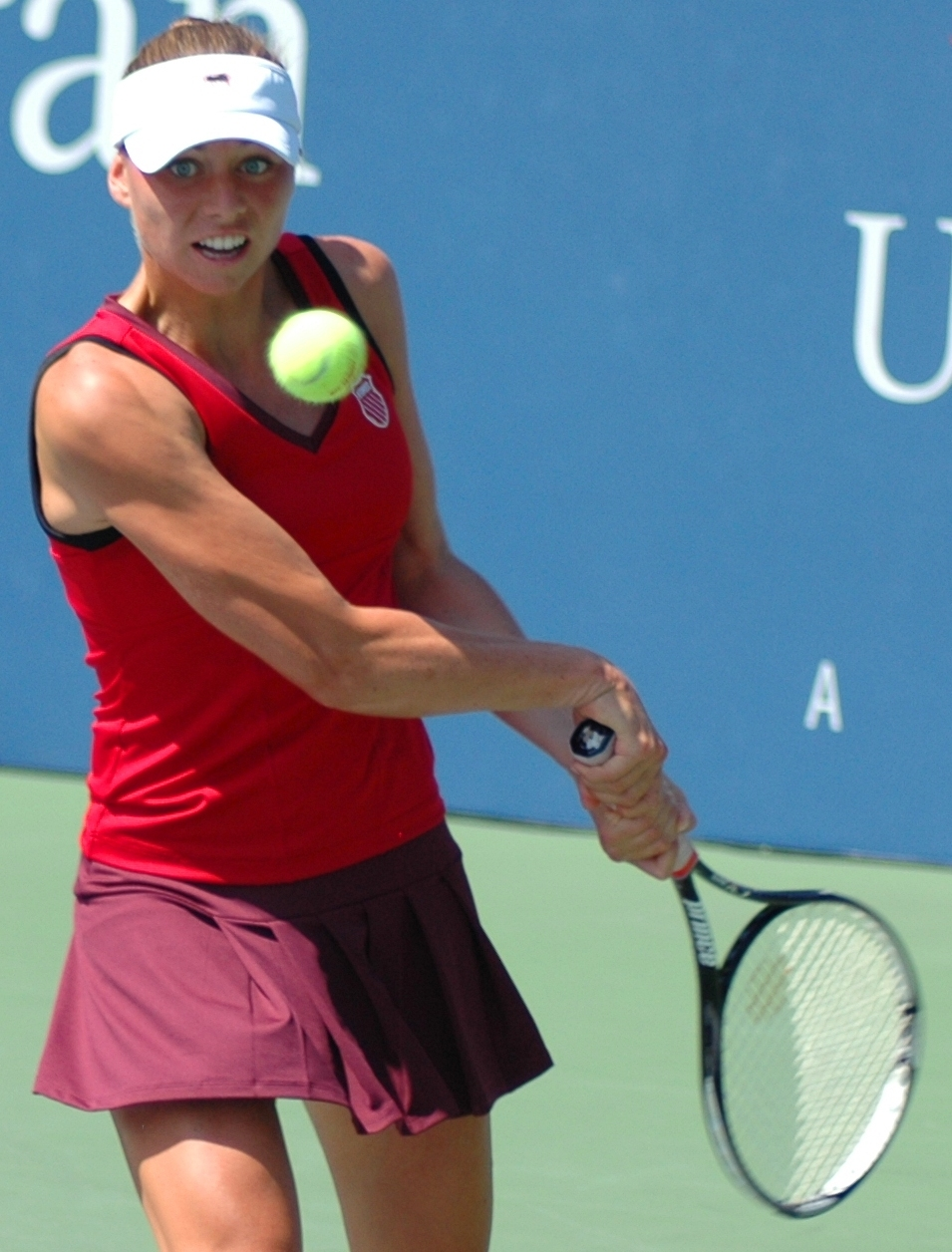
Звонарёва на Открытом чемпионате США 2009 года

В январе 2007 года Звонарёва сыграла в финале турнира в Окленде, но уступила в борьбе за титул Елене Янкович — 6-7(9), 7:5, 3-6. На Открытом чемпионате Австралии в третьем раунде смогла обыграть другую представительницу Сербии Ану Иванович, а в четвёртом раунде не сумела обыграть вторую ракетку мира на тот момент Марию Шарапову. В марте на турнире 1-й категории в Индиан-Уэллсе Звонарёвой удалось победить Шарапову в матче четвёртого раунда со счётом 4-6, 7:5, 6-1. На тот момент Мария находилась на вершине рейтинга и для Звонарёвой эта победа стала первой в карьере, одержанная над первой ракеткой мира. После этого успеха в четвертьфинале Звонарёва уступила китаянке Ли На. В апреле на грунтовом турнире в Чарлстоне она вышла в полуфинал, где не смогла доиграть матч против Динары Сафиной из-за травмы левого запястья. Из-за этого повреждения Звонарёва пропустила большую часть сезона и появилась в туре вновь в августе на Открытом чемпионате США. Там 22-летняя россиянка добралась до третьего раунда, где проиграла Серене Уильямс. В сентябре она вышла в четвертьфинал турнира в Портороже полуфинал в Люксембурге. В октябре она сыграла в четвертьфинале на кубке Кремля, а в начале ноября в полуфинале турнира в Квебеке.
2008 стал годом возвращения Звонарёвой в элиту. Начала она его с выхода в 1/4 финала в Окленде и попадания в финал в Хобарте, где она не сыграла титульный матч с Элени Данилиду из-за травмы лодыжки. На Открытом чемпионате Австралии россиянка оступилась уже в первом раунде. В феврале на турнире в Дохе Звонарёва смогла выиграть ряд сильных соперниц и выйти в финал. В решающем матче она проигрывает Марии Шараповой со счётом 1-6, 6-2, 0-6. В марте Звонарёва сыграла в четвертьфинала на турнирах в Бангалоре и Индиан-Уэллсе. На следующем турнире в Майами она сумела пройти в полуфинал. В апреле на турнире 1-й категории в Чарслстоне обыграла, начиная с третьего раунда № 11 в мире Марион Бартоли, № 5 Елену Янкович и № 8 Елену Дементьеву. В финале Звонарёва встретилась с американкой Сереной Уильямс и потерпела поражение со счётом 4-6, 6-3, 3-6. В начале мая россиянка выигрывает турнир в Праге, обыграв в финале Викторию Азаренко — 7-6(2), 6-2. На Открытом чемпионате Франции Звонарёва прошла в четвёртый раунд и на этой стадии проиграла Елене Дементьевой. На Уимблдонском турнире она выбыла уже во втором раунде, проиграв Тамарин Танасугарн. В июле на турнире в Станфорде вышла в финал парных соревнований совместно с Еленой Весниной.
В августе 2008 года Звонарёва выступила на первых для себя Олимпийских играх, которые проводились в Пекине. В первом раунде она обыграла китаянку Янь Цзы, затем теннисистку из Израиля Шахар Пеер. В третьем раунде переиграла Франческу Скьявоне, а в четвертьфинале Сибиль Баммер. В борьбе за выход в Олимпийский финал Звонарёва проиграла соотечественнице Елене Дементьевой, которая и стала обладательницей золотой медали. Звонарёва в свою очередь сыграла матч за третье место против китаянки Ли На. 17 августа она обыграла её со счётом 6-0, 7:5 и стала обладательницей бронзовой олимпийской медали в одиночном разряде. Учитывая, что в финал вышли две россиянки, то весь пьедестал почёта в женском одиночном разряде на Олимпиаде в Пекине остался за представительницами России. Звонарёва также выступила на Олимпиаде и в парном разряде и в дуэте с еленой Весниной дошла до четвертьфинала, где они проиграли сёстрам Уильямс. На Открытый чемпионат США приехала в качестве игрока из топ-10, куда она вернулась после выступления на Олимпиаде. Она неожиданно проиграла во втором раунде № 76 в мире Татьяне Перебийнис. В сентябре Звонарёва сыграла в финале кубка Федерации против команды Испании. Звонарёва сыграла один матч с Анабель Мединой Гарригес и выиграла его. Россиянки в итоге одержали победу с общим счётом 4-0 и завоевали кубок Федерации. В том же месяце Звонарёва выиграла турнир в Гуанчжоу, обыграв в финале местную теннисистку Пэн Шуай — 6-7(4), 6-0, 6-2. Через неделю после этого она вышла в полуфинал на турнире в Пекине. В октябре вышла в четвертьфинал турнира в Штутгарте, где проиграла второй ракетке мира Елене Янкович. На кубке Кремля в Москве ей удалось пройти в финал и обыграть третью ракетку мира Динару Сафину (6-2, 7-6(5)). В финале Звонарёва вновь проиграла Елене Янкович (2-6, 4-6), которая на той неделе возглавила мировой рейтинг. В конце октября сыграла ещё в одном финале на турнире в Линце, где проиграла ещё одной сербской теннисистке Ане Иванович — 2-6, 1-6.
В ноябре 2008 года Звонарёва дошла до финала итогового турнира года WTA, одержав 4 победы подряд: над первой ракеткой мира Еленой Янкович, Аной Иванович, Светланой Кузнецовой и Еленой Дементьевой. Однако в финале Звонарёва уступила американке Винус Уильямс со счётом 7-6(5), 0-6, 2-6. В качестве призовых за этот турнир получила 715 000 долларов США, что позволило ей преодолеть отметку в 5 млн долларов призовых за карьеру. По итогам сезона она заняла седьмую строчку в женском одиночном рейтинге.
Сезон 2009 года Звонарёва начала с выступления на Открытом чемпионате Австралии и сыграла на нём весьма успешно. Впервые вышла в полуфинал на одиночных соревнованиях Большого шлема. В финал её не пропустила соотечественница Динара Сафина. Благодаря своему выступлению в Австралии она вошла в топ-5 одиночной классификации WTA. В феврале 25-летняя россиянка выиграл турнир в Паттайе, победив в финале Саню Мирзу — 7:5, 6-1. Через неделю после этого она сыграла в четвертьфинале на турнире в Дубае. В марте Звонарёва берёт серьёзный титул на Премьер-турнире в Индиан-Уэллсе. В финале обыграла в двух сетах экс-первую ракетку мира Ану Иванович со счётом 7-6(5), 6-2. За день до этого на том же турнире Звонарёва одержала и свою первую с 2006 года победу в парном разряде — вместе с белоруской Викторией Азаренко она обыграла аргентино-израильскую пару Жисела Дулко/Шахар Пеер — 6-4, 3-6, [10:5]. Из-за травмы российская теннисистка была вынуждена пропустить майский Ролан Гаррос. В июне на Уимблдоне она вышла в третий раунд. В августе она сыграла в 1/4 финала на турнире в Лос-Анджелесе, а на Открытом чемпионате США прошла в четвёртый раунд. Лучшим результатом осени для Звонарёвой стал выход в четвертьфинал в Пекине. На Итоговом турнире она была запасной и выступила после снятия с турнира Динары Сафиной. Звонарёва сыграла только один матч на групповом этапе против Каролины Возняцки и проиграла его.

### 2010—2011 (финалы на Уимблдоне и в США)
На Открытом чемпионате Австралии 2010 года Звонарёва вышла в четвёртый раунд, проиграв на этой стадии Виктории Азаренко. После Австралии она во второй раз подряд выиграла турнир в Таиланде — в Паттайе. В финале выиграла у хозяйки Тамарин Танасугарн (6-4, 6-4). Этот титул стал десятым на турнирах WTA в спортивной карьере Звонарёвой. Через неделю россиянка вышла в четвертьфинал турнира в Дубае, где снова проиграла Азаренко. В апреле на первом для себя грунтовом турнире в Чарлстоне Звонарёва вышла в финал, пройдя в 1/2 финала вторую в мире на тот момент Каролину Возняцки (датчанка снялась в первом сете при счёте 5-2 в пользу Звонарёвой). В титульном матче проиграла австралийской теннисистке Саманте Стосур — 0-6, 3-6. На Ролан Гаррос она выбыла во втором раунде. В июле 2010 года на Уимблдонском турнире Звонарёва впервые в карьере вышла в финал турнира Большого шлема в одиночном разряде. Будучи только 21-й сеяной в финале встретилась с первой ракеткой мира Сереной Уильямс из США и не сумела помешать той выиграть 4-й в карьере Уимблдонский турнир в одиночном разряде. Там же на Уимблдоне россиянка вышла в финал и в парном разряде, но в паре с Еленой Весниной уступила американо-казахстанской паре Ваня Кинг и Ярослава Шведова — 6-7(6), 2-6. Для Звонарёвой это был второй в карьере финал турнира Большого шлема в женском парном разряде.
| Стадия  | Соперница (посев)          | Рейтинг | Счёт            |
| 1 раунд | Нурия Льягостера Вивес (Q) | 177     | 6-4 6-1         |
| 2 раунд | Андреа Главачкова (Q)      | 147     | 6-1 6-4         |
| 3 раунд | Янина Викмайер (15)        | 18      | 6-4 6-2         |
| 4 раунд | Елена Янкович (4)          | 3       | 6-1 3-0 — отказ |
| 1/4     | Ким Клейстерс (8)          | 8       | 3-6 6-4 6-2     |
| 1/2     | Цветана Пиронкова          | 82      | 3-6 6-3 6-2     |
| Финал   | Серена Уильямс (1)         | 1       | 3-6 2-6         |

Благодаря выступлению на Уимблдонском турнире 2010 года, Звонарёва вернулась в первую десятку, заняв 9-е место. В августе в четвертьфинале турнира в Монреале Звонарёва обыграла № 4 в мире Ким Клейстерс, а в полуфинале Викторию Азаренко. Пройдя в финал, Звонарёва в борьбе за титул проиграла датчанке Каролине Возняцки — 3-6, 2-6. На Открытом чемпионате США 2010 года второй раз подряд добралась до финала турнира Большого шлема в одиночном разряде, не уступив в 6 матчах ни одного сета, а в полуфинале переиграв первую сеяную Каролину Возняцки. В финале Звонарёваа не сумела оказать сопротивления бельгийке Ким Клейстерс, в третий раз в карьере победившей на Открытом чемпионате США в одиночном разряде. Благодаря своему успешному выступлению в Нью-Йорке, россиянка впервые в карьере поднялась на четвёртую строчку мирового рейтинга в одиночном разряде.
| Стадия  | Соперница (посев)       | Рейтинг | Счёт       |
| 1 раунд | Зузана Кучова (Q)       | 119     | 6-2 6-1    |
| 2 раунд | Сабина Лисицки          | 94      | 6-1 7-6(5) |
| 3 раунд | Александра Дулгеру (25) | 27      | 6-2 7-6(2) |
| 4 раунд | Андреа Петкович         | 38      | 6-1 6-2    |
| 1/4     | Кайя Канепи (31)        | 32      | 6-4 6-3    |
| 1/2     | Каролина Возняцки (1)   | 2       | 6-4 6-3    |
| Финал   | Ким Клейстерс (2)       | 3       | 2-6 1-6    |

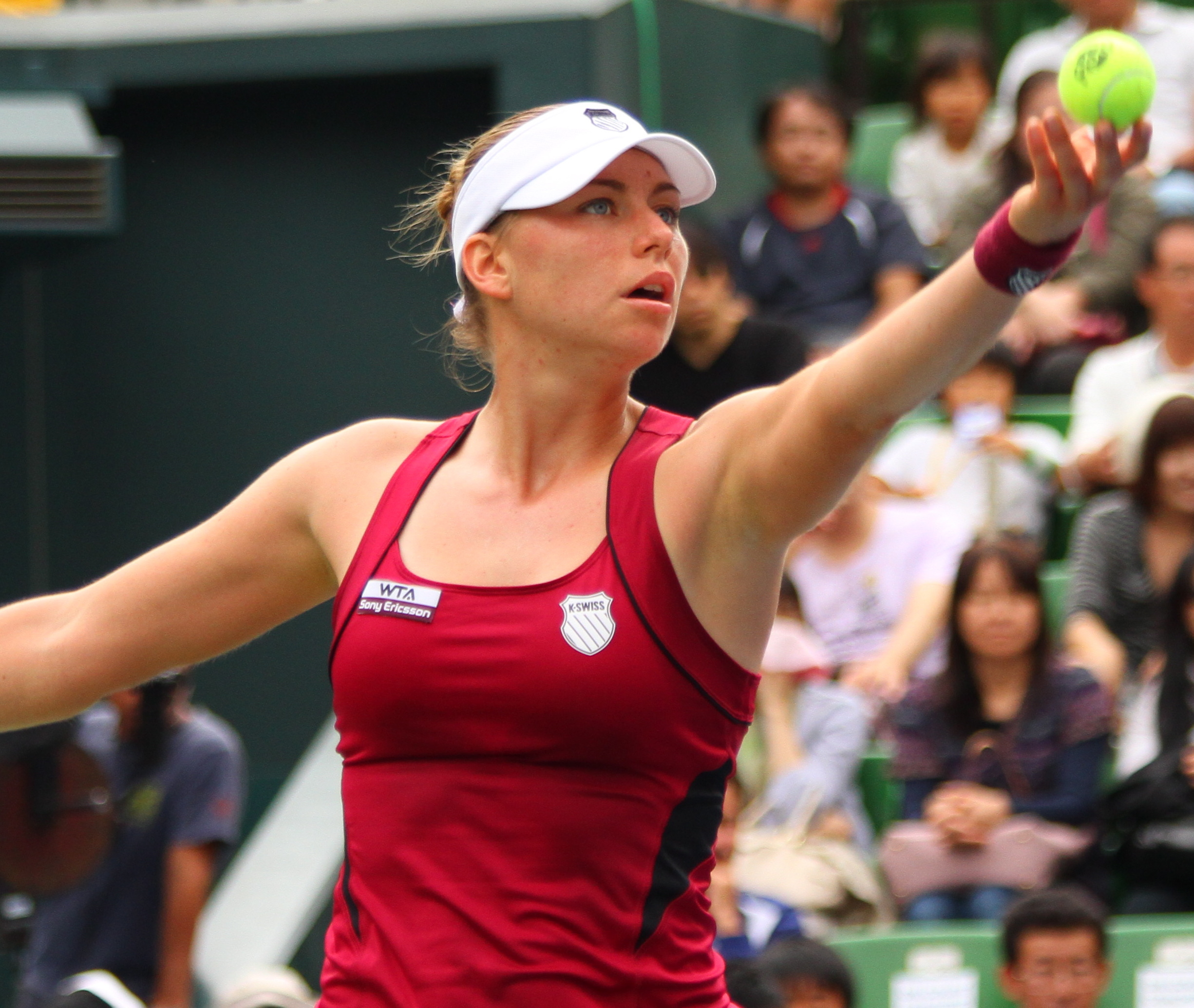
Звонарёва на подаче на турнире в Токио в 2011 году

В октябре 2010 года Звонарёва вышла в четвертьфинал турнира в Токио. На турнире в Пекине она, обыграв в четвертьфинале Франческу Скьявоне, стала третьей ракеткой мира. Затем в полуфинале выбила с турнира Ли На. В решающем матче за титул у россиянки реванш за поражение в США взяла Каролина Возняцки — 3-6, 6-3, 3-6. В конце года Звонарёва переместилась на вторую строчку рейтинга, обойдя Серену Уильямс, досрочно завершившую сезон из-за травмы. На Итоговом турнире Звонарёва смогла выйти из своей группы с первого места, обыграв Елену Янкович, Викторию Азаренко и Ким Клейстерс. В полуфинале она вновь уступила Каролине Возняцки.
Тренером Звонарёвой с 2011 года стал Карен Кротов. На Открытом чемпионате Австралии 2011 года она во второй раз в карьере уверенно вышла в полуфинал. Путь в финал россиянке закрыла Ким Клейстерс, которая стала победительницей того розыгрыша турнира. В феврале на турнире в Паттайе Звонарёва не смогла победить третий раз подряд, проиграв в полуфинале Даниэле Гантуховой. Успешно для неё завершился Премьер-турнир в Дохе. Звонарёва обыграла Доминику Цибулкову, «отомстила» в четвертьфинале Гантуховой, а в полуфинале была сильнее шестой ракетки мира Елены Янкович. В финале Звонарёва обыграла лидера мировой классификации Каролину Возняцки 6-4, 6-4, взяв свой первый титул в сезоне. В марте на турнире в Майами Звонарёва выиграла у трёх сеяных теннисисток и вышла в полуфинал, уступив там Виктории Азаренко. Грунтовую часть сезона она начала с четвертьфинала в Штутгарте в конце апреля. В мае Звонарёва вышла в полуфинал на соревнованиях в Брюсселе, а на Открытом чемпионате Франции проиграла в четвёртом раунде Анастасии Павлюченковой. В июне Звонарёва вышла в четвертьфинал в Истборне.
На Уимблдонском турнире 2011 года его прошлогодняя финалистка проиграла в третьем раунде Цветане Пиронковой, которую в прошлогоднем розыгрыше обыграла в полуфинале. В июле Звонарёва выиграла второй титул в сезоне, взяв его на турнире в Баку. В финале нового турнира WTA Звонарёва обыграла соотечественницу Ксению Первак (6-1, 6-4), став первой победительницей женского турнира в Азербайджане. В начале августа Звонарёва в финале турнира в Карлсбаде проиграла Агнешке Радваньской 3-6, 4-6. На турнире в Цинциннати проиграла в полуфинале Марии Шараповой. На Открытом чемпионате США вышла в четвертьфинал, где проиграла Саманте Стосур, которая в том розыгрыше впервые взяла титул Большого шлема. В конце сентября 26-летняя россиянка вышла в финал на турнире в Токио. В полуфинале она обыграла действующую чемпионку Уимблдона Петру Квитову (7-6(2), 6-0), а в финале уступила Агнешке Радваньской 3-6, 2-6. В октябре на кубке Кремля Звонарёва проиграла в четвертьфинале словацкой теннисистке Цибулковой. На Итоговый турнир в Стамбул Звонарёва приехала в качестве шестой ракетки мира. В своей группе она проиграла № 3 Петре Квитовой и № 8 Агнешке Радваньской и обыграла № 1 Каролину Возняцки. Несмотря на отрицательный баланс побед, Звонарёва вышла в полуфинал по дополнительным показателям при равенстве побед у трёх спортсменок. В 1/2 финала она в двух сетах проиграла № 4 Виктории Азаренко и завершила сезон на седьмой строчке рейтинга.

### 2012—2017 (победа в парах в Австралии и травмы)
На Открытом чемпионате Австралии 2012 года Звонарёва уже в третьем раунде проиграла соотечественнице Екатерине Макаровой. В женском парном разряде выиграла второй в карьере парный Большой шлем, выступив в дуэте со Светланой Кузнецовой.
| Стадия  | Соперницы (посев)                   | Рейтинг  | Счёт           |
| 1 раунд | Ольга Говорцова Ализе Корне         | 45 / 89  | 7-6(4) 6-4     |
| 2 раунд | Юлия Гёргес Кайя Канепи             | 38 / 146 | 6-0 6-3        |
| 3 раунд | Хисела Дулко Флавия Пеннетта (4)    | 9 / 8    | 3-6 6-3 7-6(4) |
| 1/4     | Ирина-Камелия Бегу Моника Никулеску | 57 / 47  | 7-5 6-3        |
| 1/2     | Елена Веснина Саня Мирза (6)        | 10 / 11  | 7-6(4) 2-6 6-4 |
| Финал   | Роберта Винчи Сара Эррани (11)      | 27 / 28  | 5-7 6-4 6-3    |

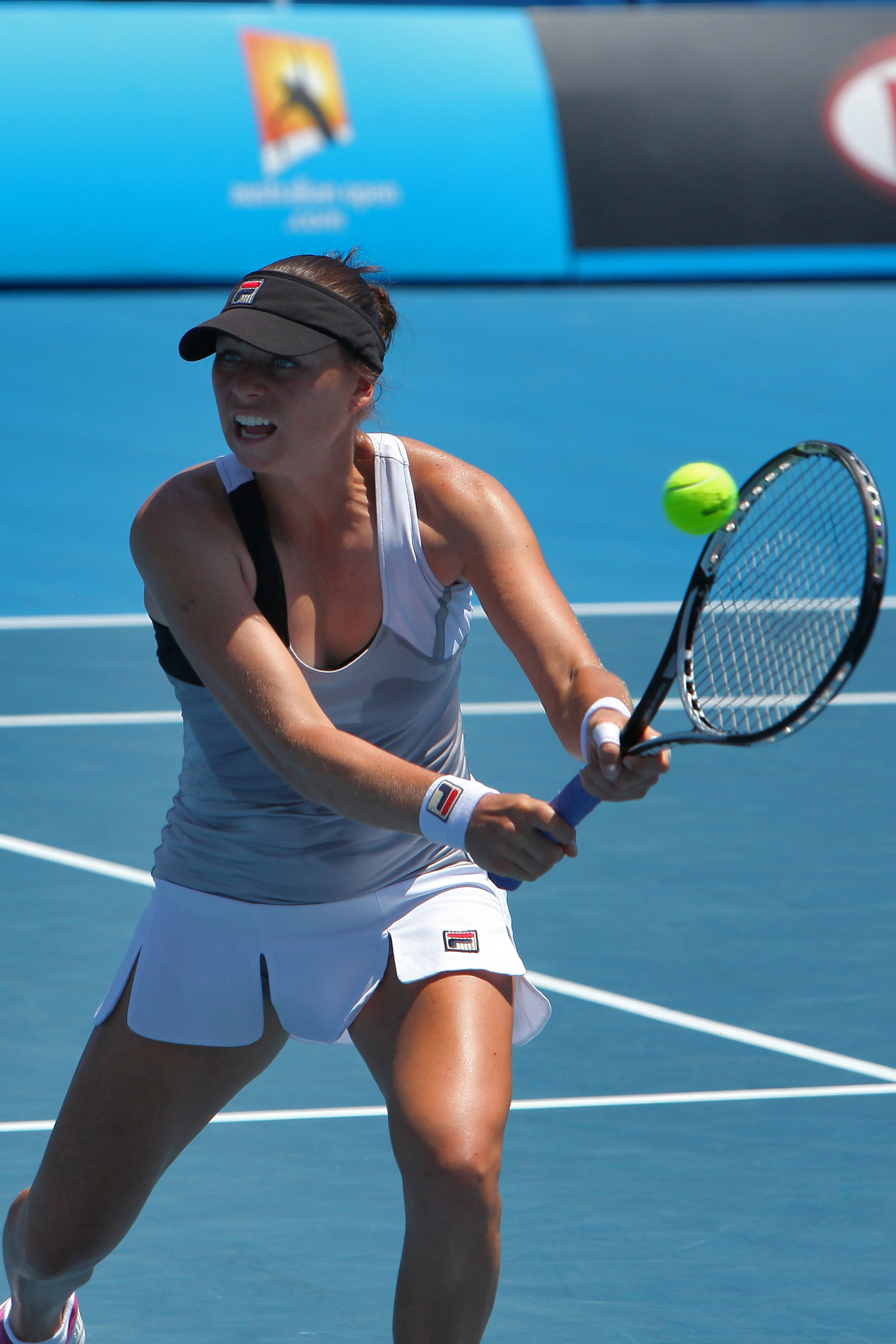
Звонарёва на Открытом чемпионате Австралии 2012 года

В феврале 2012 года на турнире в Паттайе Звонарёва снялась в третьем сете четвертьфинального поединка против Сораны Кырстя из-за травмы левого бедра. Начиная с этого момента, её преследовала целая череда травм, из-за чего она к июлю опустилась в рейтинге WTA на тринадцатую строчку. В апреле она ещё раз в сезоне вышла в четвертьфинал на грунтовом турнире в Чарлстоне. Ролан Гаррос она пропустила уже из-за травмы правого плеча. На Уимблдонском турнире Звонарёва дошла до стадии третьего раунда, уступив на этом этапе Ким Клейстерс. В июле она выступила на Олимпийских играх в Лондоне. Уже в третьем раунде она встретилась с будущей победительницей Сереной Уильямс и уступила ей с разгромным счётом 1-6, 0-6. Из-за травм пропустила Открытый чемпионат США и всю концовку сезона, закончив 2012 год на 98-м месте (самая низкая позиция с 2002 года).
В 2013 году Звонарёва также не смогла вернуться на корт. Травма плеча оказалось достаточно серьёзной и потребовала операции, которая состоялась в феврале 2013 года. Возвращение в Тур состоялась уже в январе 2014 года, когда Звонарёва сыграла на турнире в Шэньчжэне. После пропуска около полутора лет она в первом же раунде уступила китаянке Ли На. Открытый чемпионат Австралии также завершился для россиянки поражение в первом раунде от Кейси Деллакква. С марта по июнь Звонарёва вновь пропускала турниры и вышла на корт уже на Уимблдоне, где прошла в третий раунд. После Уимблдона она вновь перестала выступать до конца сезона.
Очередную попытку вернуться на прежний уровень Звонарёва предприняла в январе 2015 года. На турнире в Шэньчжэне она впервые за три года вышла в четвертьфинал. На Открытом чемпионате Австралии преодолела первый раунд, но во втором проиграла лидеру мирового тенниса Серене Уильямс. В феврале 30-летняя Звонарёва вышла в четвертьфинал турнира в Паттайе. В апреле 2015 года после турнира WTA 250 в польском Катовице она вновь сделала продолжительную паузу в своей карьере. В 2016 году у Веры родилась дочь Эвелина, в этом сезоне она не сыграла ни одного матча.
Пропустив почти два года, в следующий раз появилась на корте в конце марта 2017 года, выступив на 15-тысячнике ITF в Турции. В июле на турнире такого же статуса в Египте она смогла одержать победу. В сентябре Звонарёва сначала вышла в финал турнира в малой серии WTA 125 в Китае, а затем прошла через квалификацию на турнир WTA в Ташкенте и дошла по сетке до полуфинала. По итогам сезона 2017 года заняла 204-ю строчку рейтинга.

### 2018—2020 (победа в США в парном разряде)

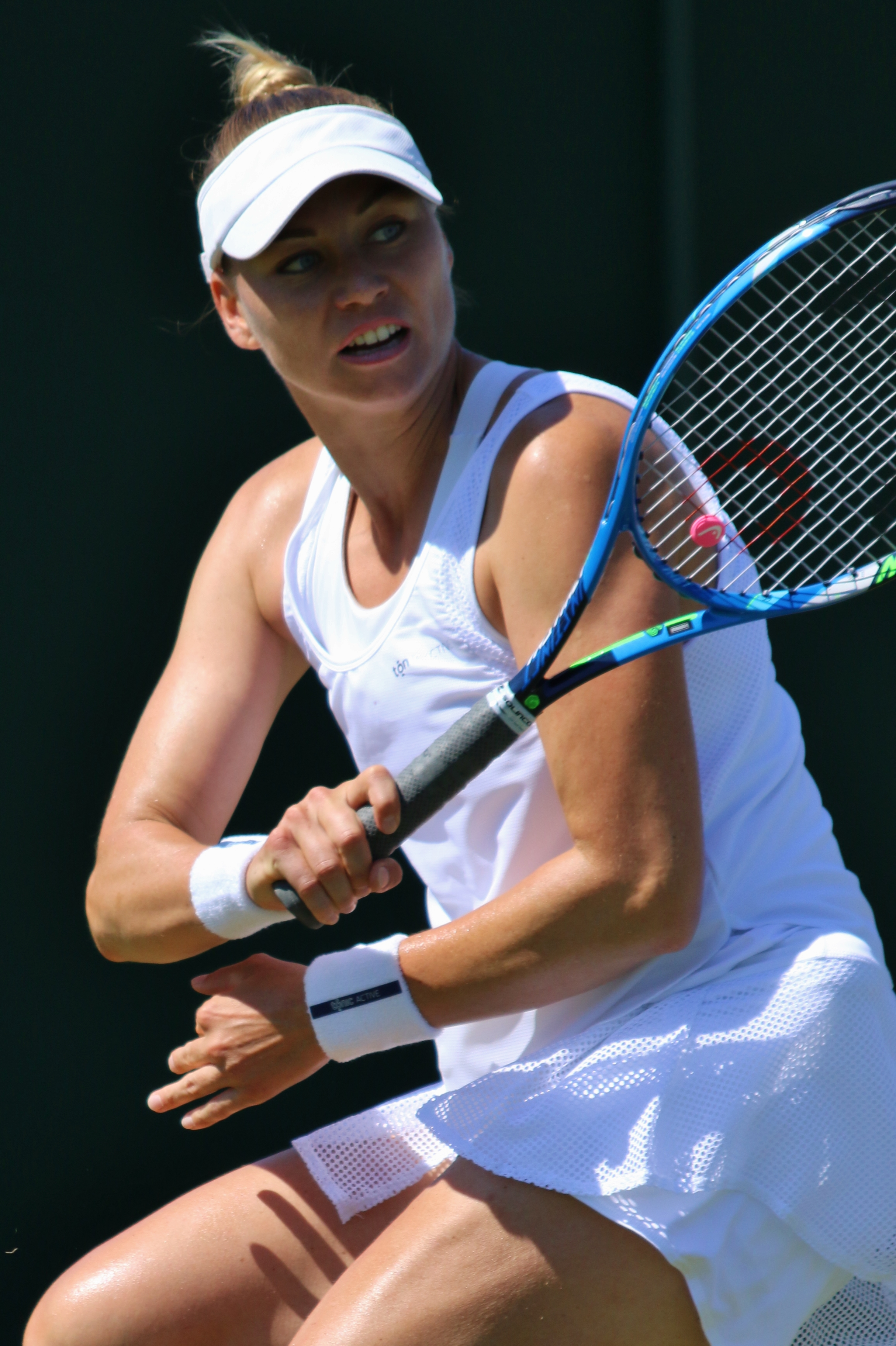
Звонарёва в квалификации Уимблдона 2018 года

В начале февраля 2018 года, после длительного перерыва, Звонарёва в паре с Тимеей Бачински из Швейцарии выиграла турнир в Санкт-Петербурге, в финале были переиграны Алла Кудрявцева и Катарина Среботник.
В июле, пройдя квалификацию Уимблдона, сыграла в основной сетке турнира Большого шлема в одиночном разряде впервые с 2015 года, но уступила уже в первом круге действующей чемпионке турнира Анжелике Кербер — 5:7, 3-6. Летом Звонарёва выиграла второй парный титул в сезоне, став чемпионкой грунтового турнира в Москве в партнёрстве с 17-летней Анастасией Потаповой. На Открытом чемпионате США впервые с 2011 года вышла в основную сетку, пройдя квалификацию, и дошла до второго круга, где уступила 20-летней Арине Соболенко из Беларуси — 3-6, 6-7(7). В октябре она выступила на Кубке Кремля в Москве, благодаря трём выигранным матчам в квалификации. В основной сетке она прибавила к этому ещё две победы, в том числе над пятой ракеткой мира Каролиной Плишковой (6-1, 6-2), и вышла в четвертьфинал, где уступила Анастасии Севастовой из Латвии.
В 2019 году Звонарёва стартовала с турнира в Шэньчжэне, где смогла выйти в полуфинал. На Открытом чемпионате Австралии она впервые за шесть лет сыграла в основной сетке в одиночках, но не смогла преодолеть первый раунд. В феврале на турнире серии Премьер в Санкт-Петербурге обыграла двух теннисисток из топ-20 — Юлию Гёргес (4-6, 6-4, 6-4) и Дарью Касаткину (6-3, 7-6), но в полуфинале уступила Донне Векич 2-6, 2-6. Через неделю с Екатериной Александровой выиграла парный приз турнира в Будапеште. В июне 2019 года Звонарёва участвовала в Открытом чемпионате Франции, где проиграла в первом же раунде испанке с русскими корнями Алёне Большовой со счётом 4-6, 2-6. С июня и до конца сезона не выступала из-за травмы левой руки.
Вернулась на корты в феврале 2020 года на турнире цикла ITF в Словакии, где проиграла во втором круге. На турнире в Санкт-Петербурге проиграла во втором круге квалификации Ализе Корне — 3-6, 4-6. В начале марта Звонарёва выиграла 4 матча на турнире младшей серии WTA 125 в Индиан-Уэлсе, победив в том числе первую сеянную Катерину Синякову — 3-6, 6-3, 6-4. Из-за травмы правого бедра не вышла на полуфинальный матч против японки Мисаки Дои. В августе прошла квалификацию и добралась до третьего круга на Премьер-турнире в Цинциннати, где уступила Йоханне Конте — 4-6, 2-6.
На Открытом чемпионате США 2020 года, по ходу которого отпраздновала своё 36-летие, Звонарёва впервые с 2012 года дошла до полуфинала турнира Большого шлема в парном разряде (вместе с Лаурой Зигемунд). В четвертьфинале Звонарёва и Зигемунд обыграли в двух сетах вторую сеяную пару Элизе Мертенс и Арину Соболенко. В полуфинале Звонарёва и Зигемунд сломили сопротивление российской пары Анна Блинкова и Вероника Кудерметова. Звонарёва вышла в финал Открытого чемпионата США второй раз в карьере и впервые с 2006 года. Для Звонарёвой этот финал стал восьмым в карьере на турнирах Большого шлема во всех разрядах. В финале пара обыграла Николь Мелихар и Сюй Ифань со счётом 6-4, 6-4. Для Звонарёвой эта победа стала пятой в карьере на турнирах Большого шлема (три в парном разряде и две в миксте) и первой с победы в парном разряде на Открытом чемпионате Австралии 2012 года.
| Стадия  | Соперницы (посев)                      | Рейтинг | Счёт        |
| 1 раунд | Алекса Гуарачи Дезире Кравчик          | 42 / 34 | 6-3 6-0     |
| 2 раунд | Виктория Азаренко София Кенин (7)      | 20 / 31 | 7-6(4) 6-3  |
| 1/4     | Элизе Мертенс Арина Соболенко (2)      | 6 / 5   | 6-4 7-6(1)  |
| 1/2     | Анна Блинкова Вероника Кудерметова (7) | 54 / 26 | 5-7 6-3 7-5 |
| Финал   | Николь Мелихар Сюй Ифань (3)           | 16 / 8  | 6-4 6-4     |

На перенесенном в 2020 году на осень Ролан Гаррос Звонарёва смогла доиграть до третьего раунде, в котором уступила Монике Никулеску.

### 2021—2022 (возвращение в топ-100 в одиночках, титул WTA 1000 в парах и пауза в выступлениях)

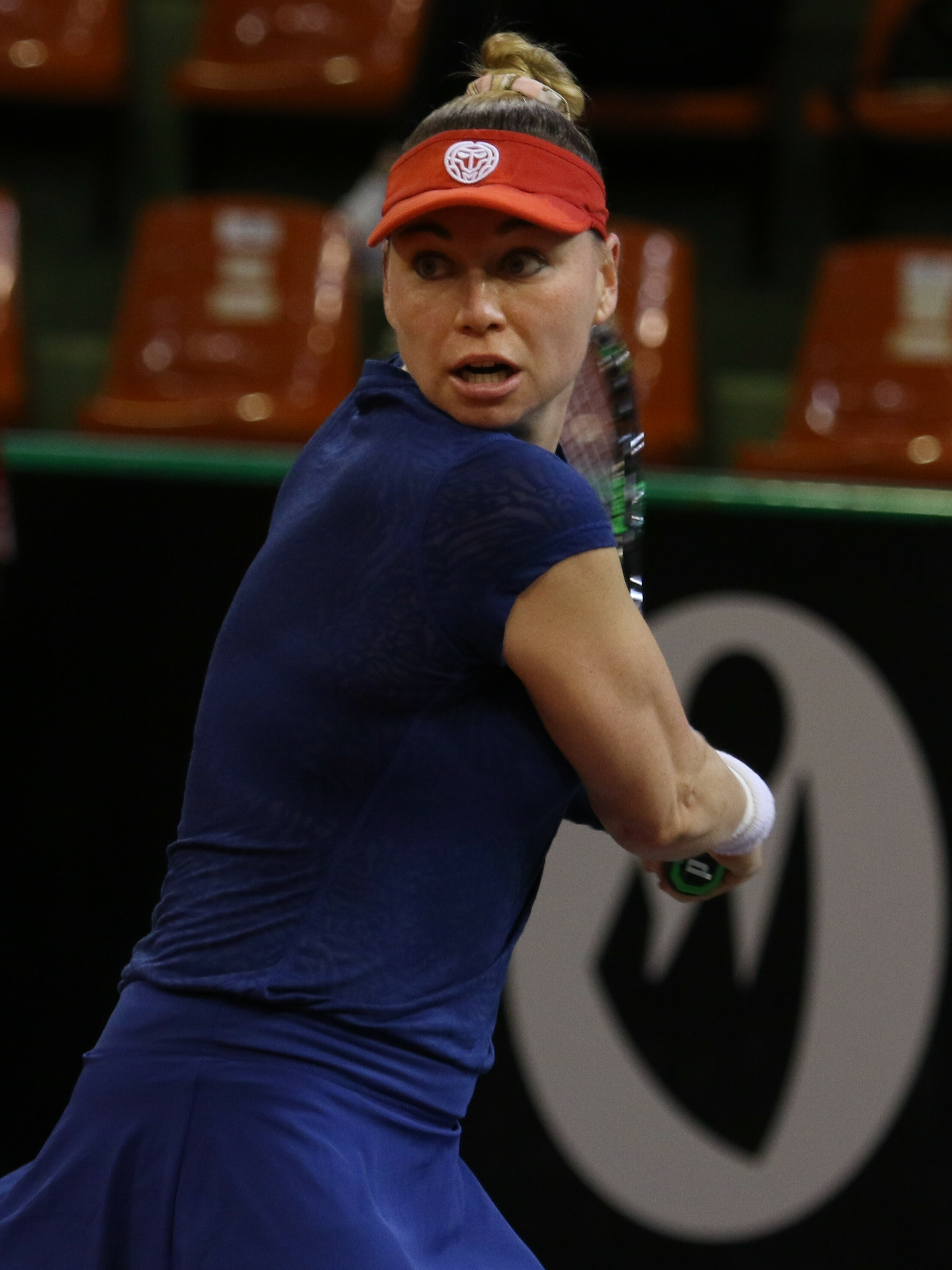
На турнире в Лиможе в декабре 2021 года

На Открытом чемпионате Австралии Звонарёва впервые с Уимблдона 2012 года сыграла в миксте на турнире Большого шлема (в Австралии она не играла микст с 2007 года). Звонарёва и бразилец Марсело Мело выбыли во втором круге. В марте 2021 года дошла до полуфинала турнира WTA 500 в Санкт-Петербурге в одиночном разряде, где проиграла 126-й ракетке мира Маргарите Гаспарян. В мае прошла квалификацию на турнир WTA 1000 в Риме. В основной сетке во втором круге обыграла 10-ю ракетку мира Петру Квитову (6-4, 3-6, 6-4), но затем уступила 9-й ракетке мира Каролине Плишковой (5-7, 3-6). Благодаря этому результату вернулась в топ-100 одиночного рейтинга.
На Уимблдоне 2021 года Звонарёва впервые с 2018 года выиграла матч в основной сетке одиночного разряда турнира Большого шлема (а на Уимблдоне впервые с 2014 года). В первом круге Звонарёва обыграла Марию Боузкову из Чехии. Во втором круге Звонарёва уступила Иге Свёнтек. Там же вместе с Лаурой Зигемунд дошла до 3-го раунда парного разряда. Последний раз на Уимблдоне в парах Звонарёва доходила до третьего круга в 2010 года, когда затем дошла и до финала с Еленой Весниной. Выступив на Открытом чемпионате США, Звонарёва впервые с 2011 года сыграла в основной сетке одиночного разряде на трёх турнирах Большого шлема за сезон. В концовке сезона сыграла два парных финала в дуэте с Моникой Никулеску в младшей серии WTA 125 и они выиграли один из них в Лиможе на харде в зале. Паре пришлось сыграть всего три матча для победы в турнире, все они были выиграны в двух сетах. В одиночном разряде там же дошла до полуфинала.
В марте 2022 года выиграла первый за два года титул в основном туре, взяв его в парах на харде в зальном турнире в Лионе вместе с Лаурой Зигемунд. В начале апреля вместе Звонарёва и Зигемунд выиграли крупный турнир WTA 1000 на харде в Майами. В финале были обыграны Вероника Кудерметова и Элизе Мертенс. Это была первая для Звонарёвой победа на турнирах серии WTA 1000 с 2009 года. Там же в одиночном разряде (после семи поражений подряд в туре) прошла квалификацию, а затем и два круга основной сетки, но в третьем раунде проиграла 11-й ракетке мира Даниэль Коллинз. 11 апреля 2022 года поднялась на высшее с 2007 года 22-е место в парном рейтинге. После турнира в Майами Звонарёва не выступала до февраля 2023 года из-за травмы ноги. Несмотря на пропуск почти всего сезона закончила 2022 год на 31-м месте в парном рейтинге — высшем для Веры с 2006 года.

### 2023 год: финал в США и победа на Итоговом турнире в парном разряде

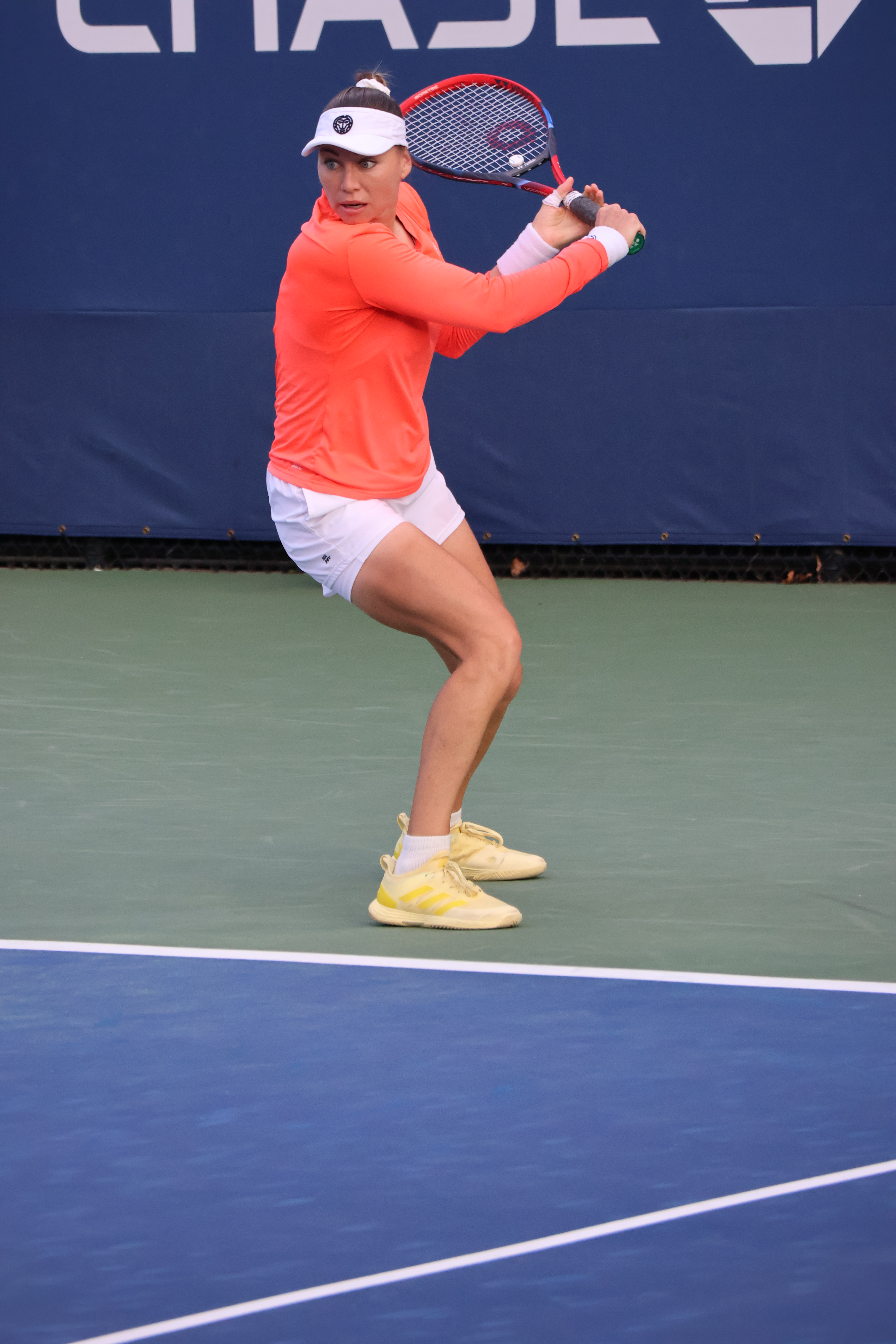
Открытый чемпионат США 2023

Возвращение 38-летней Звонарёвой после 10-месячной паузы состоялось в феврале 2023 года. В мае выиграла турнир категории WTA 125 в Париже вместе с Анной Данилиной. На Уимблдоне Звонарёва и Зигемунд обыграли в третьем круге вторую сеянную пару Кори Гауфф и Джессика Пегула (6-3, 6-3), но в 1/4 финала уступили Марии Боузковой и Саре Соррибес Тормо в двух сетах. Звонарёва третий раз в карьере доиграла минимум до четвертьфинала Уимблдона в парном разряде после 2005 и 2010 годов.
В августе Звонарёва и Зигемунд выиграли турнир WTA 500 на харде в Вашингтоне. На Открытом чемпионате США Звонарёва и Зигемунд были посеяны в парном разряде под 12-м номером. Пройдя в полуфинал, они обеспечили Звонарёвой шестой в её карьере полуфинал турнира Большого шлема в женском парном разряде и 13-й в сумме во всех разрядах. В полуфинале Звонарёва и Зигемунд разгромили пару Дженнифер Брэди и Луиза Стефани со счётом 6-4, 6-1. Звонарёва пятый раз в карьере вышла в финал турнира Большого шлема в женском парном разряде и третий раз в США после 2006 и 2020 годов. Суммарно это 9-й финал турниров Большого шлема для Звонарёвой (пятый в США). В финале Звонарёва и Зигемунд проиграли паре Габриэла Дабровски и Эрин Рутлифф в двух сетах. Там же Звонарёва прошла квалификацию и впервые с Открытого чемпионата Австралии 2022 года сыграла в основной сетке одиночного разряда турнира Большого шлема, где уступила Янине Викмайер — 4-6, 4-6. Звонарёва сыграла в основной сетке Открытого чемпионата США спустя 21 год после своего дебюта в 2002 году.
В конце сентября дошла до 1/4 финала турнира WTA 250 в китайском Нинбо, где проиграла седьмой ракете мира Онс Жабёр со счётом 5:7, 6:4, 166. Благодаря этому, Звонарёва вернулась в топ-400 рейтинга в одиночном разряде. В парном разряде в Нинбо Звонарёва и Зигемунд выиграли титул. 2 октября впервые с 2007 года вошла в топ-20 рейтинга в парном разряде. В середине октября прошла квалификацию на турнир WTA 500 в Чжэнчжоу, а затем в первом круге обыграла 17-ю ракетку мира Веронику Кудерметову в двух сетах. Во втором круге Звонарёва уступила Ангелине Калининой из Украины. По итогам турнира вернулась в топ-300 одиночного рейтинга впервые с конца 2022 года. В октябре Звонарёва и Зигемунд выиграли ещё один турнир WTA 250 в Китае, на этот раз в Нанчане.
Благодаря успехам сезона, особенно во второй половине (с июля поднялась с 59-й на 16-ю строчку парного рейтинга) Звонарёва и Зигемунд квалифицировались на Итоговый турнир WTA в Мексике, в котором принимали участие 8 лучших пар. Для Веры это стало вторым в карьере участием в данном турнире в парном разряде спустя 18 лет после первого (в одиночном разряде Звонарёва играла пять раз). Звонарева и Зигемунд вышли из группы со второго места, обыграв пары: Крейчикова и Синякова (6-3, 6-7, [10-5]), Гауфф и Пегула (3-6, 6-4, [10-8]) и уступив только паре Дабровски и Рутлифф (4-6, 2-6). В полуфинале они смогли победить пару Элизе Мертенс и Сторм Хантер со счётом 3-6, 6-3 [10-5]. Финал Итогового турнира стал первым для обеих теннисисток, и они в итоге выиграли титул, нанеся поражение паре Николь Мелихар-Мартинес и Эллен Перес со счётом 6-4, 6-4.
Вера Звонарева стала второй теннисисткой (после Кары Блэк в 2014 году), вернувшейся в тур после рождения ребёнка, которой удалось выиграть Итоговый турнир. Победа на Итоговом турнире позволила Звонарёвой занять девятую строчку в рейтинге WTA в парном разряде.
В декабре Звонарева в партнёрстве с Тимеей Бабош выиграла парный титул на «стотысячнике» из цикла ITF в Дубае.

## Выступления на турнирах
- Пятикратная победительница турниров Большого шлема (3 раза в парном разряде и 2 раза — в миксте).
- Четырёхкратная финалистка турниров Большого шлема (2 раза в одиночном разряде и 2 раза — в парном).
- Победительница Итогового турнира WTA 2023 года в парном разряде (самая возрастная победительница в истории турнира)[26].
- Бронзовый призёр Олимпийских игр 2008 года в женском одиночном разряде.
- Обладательница Кубка Федерации 2004 и 2008 годов в составе сборной России.
- Экс-вторая ракетка мира в одиночном и девятая ракетка мира в парном рейтинге.
- Победительница 28 турниров WTA (12 — в одиночном разряде).
- Двукратная победительница одиночного турнира Orange Bowl (2000 и 2001).
- Экс-третья ракетка мира в юниорском одиночном рейтинге.

## Награды и звания
- Заслуженный мастер спорта России
- Медаль ордена «За заслуги перед Отечеством» II степени (2 августа 2009) — за большой вклад в развитие физической культуры и спорта, высокие спортивные достижения на Играх XXIX Олимпиады 2008 года в Пекине[27]